# Santiago Paricio Martín
Santiago Jorge Paricio Martín (Zaragoza, 1985) es un filólogo y escritor aragonés. Es licenciado en Filología Hispánica por la Universidad de Zaragoza y en Filología Catalana por la Universidad Abierta de Cataluña. Es miembro y maestro de aragonés en la Asociación Cultural Nogará-Religada.

## Biografía
Hijo de padre de Monzón y madre de Santed, ha vivido en diferentes pueblos, primero en Cataluña y después en Aragón, lo que se refleja en buena parte en sus novelas y en su vida plurilingüe.
Ha ganado por tres veces el Concurso de coplas aragonesas en aragonés organizado por el Ayuntamiento de Zaragoza. Ganó la X edición del premio (2007) con la colección "L'abre d'una vida", escrita en aragonés ribagorzano, la XII edición (2009) con la colección "L'amaneixer", y la XIII edición (2010), por la colección "Nyedo de ilusión" en aragonés ribagorzano. También ha ganado el prestigioso Premio Arnal Cavero con su obra "Fillos d'as luengas. Misión Multilingüismo." También es coautor de un libro de cuentos: O reino de l'augua.
Ha hecho investigaciones lingüísticas sobre el aragonés ribagorzano, el Aragonés chistabino y el aragonés medieval de Zaragoza. Es autor y coautor de más de 20 artículos de lingüística y literatura, con el tema principal del aragonés, el multilingüismo y las nuevas tecnologías.
Desde el 15 de diciembre de 2012 es "Miembro Correspondiente" de la Academia del Aragonés, colaborando en trabajos de codificación con dicha institución.

## Libros
- 2007: R. Montañés y S. Paricio: O reino de l'augua. Luna: O Limaco Edizions.
- 2010: S. Paricio: Fillos d'as luengas: Misión multilingüismo. Zaragoza: Gobierno de Aragón. Departamento de Educación, Cultura y Deporte.
- 2010: V.V.A.A.: O despertar de l'onso. Parolas amagadas. Zaragoza: ARA Cultural.

## Artículos (selección)
- 2007: S. Paricio y G. Tomás: A literatura en aragonés. Materials de desembolique d'o Curriculo Aragonés, en Ambista: Revista de cultura y patrimonio aragonés, O Limaco Edizions.
- 2008: M. Castán y S. Paricio: Una lengua y una literatura invisibles: el caso del aragonés en Letras aragonesas número 6. Centro del Libro de Aragón, Gobierno de Aragón.
- 2008: S. Paricio y F. Sánchez: Peculiaridades morfosintácticas en Viu (Foradada del Toscar, Ribagorza). V Trobadas e rechiras arredol d'a luenga aragonesa e a suya literatura. Luenga & fablas.
- 2010: S. Paricio y J.P. Martínez Cortés: Noves vies de revitalització per a llengües minoritzades: la repercussió d'internet en el cas de l'aragonès en Digithum número 12. Universidad Abierta de Cataluña.
- S. Paricio Martín y J.P. Martínez Cortés: El desarrollo de herramientas de lingüística computacional para el aragonés. Actas del XXX Congreso Nacional de Lingüística Aplicada, AESLA 2012, pp. 494-500. Leida.
- J.P. Martínez Cortés y S. Paricio Martín: Las TIC como herramienta en la revitalización de lenguas en peligro: el caso del aragonés. Actas de la Jornada "Internet y la promoción de la diversidad lingüística", Cátedra Unesco de Patrimonio Lingüístico Mundial de la Universidad del País Vasco (UPV-EHU), Bilbao, (en prensa).